# Carson (rivière)
Pour les articles homonymes, voir Carson.

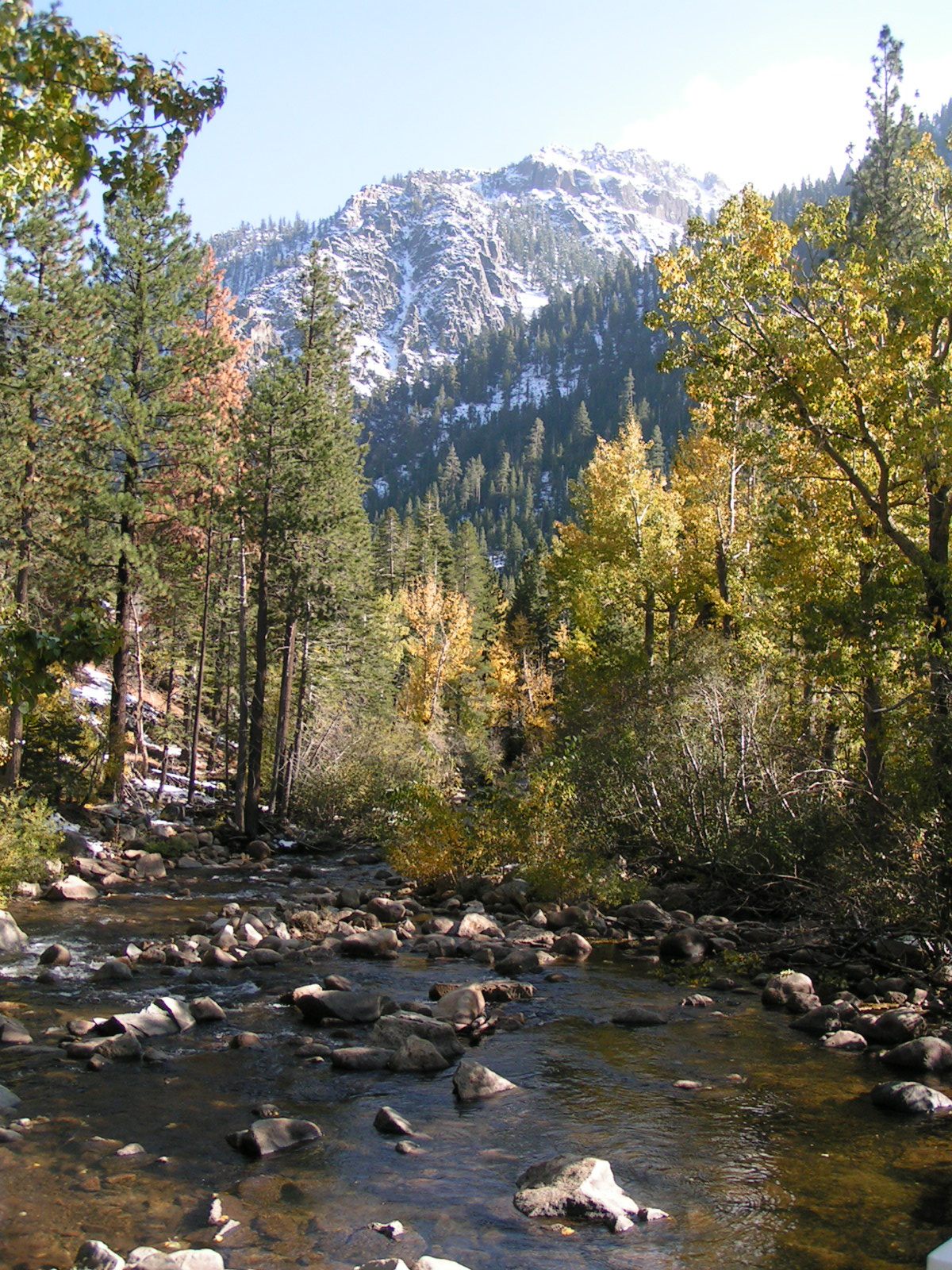
La bras occidental de la Carson River

La Carson River, nommée d'après l'explorateur Kit Carson, est une rivière du nord de la  Californie et du nord-ouest du Nevada aux États-Unis. Son cours s'étend sur environ 241 km depuis sa source dans les montagnes de la Sierra Nevada en Californie, alimentée par la fonte des neiges, et s'écoule généralement vers le nord-est jusqu'au Nevada, se déversant dans le Carson Sink.
Elle est originellement formée de deux bras dans les Sierras de Californie septentrionale. La Bras oriental commence dans le sud du Comté d'Alpine, au sud-est de Markleeville dans le désert de Carson-Iceberg. Elle coule vers le nord-est, puis le nord, jusqu'au Nevada. La Bras occidental commence dans les  Sierras californiennes près du Carson Pass et coule nord-est vers le Nevada, rejoignant l'autre bras près de Minden. Après la confluence, la rivière coule vers le nord, traversant Carson City, puis vers le nord-est dans le Comté de Lyon, près de Dayton. Dans l'est du Comté de Churchill, elle est retenue par le barrage de Lahontan pour former le Lac Lahontan,  un réservoir pour l'irrigation et l'hydroélectricité. En aval du barrage, la rivière continue à l'est près de Fallon, puis vers le nord-est jusqu'au Carson Sink.
Dans les années 1850 et 1860, la rivière était utilisée comme voie de communication sur la Piste Carson, une branche de la Piste de la Californie qui menait aux mines d'or californiennes, et était utilisée par le Pony Express. Au début du XXe siècle, le projet Newlands fut mis en place pour irriguer la région. La construction du barrage de Lahontan faisait partie du projet. Le « District d'irrigation Truckee-Carson »  fut fondé dans ce cadre, en 1918, pour amener l'eau de la Truckee River vers la vallée Carson pour les besoins agricoles.

## Loisirs
Le Bras oriental de la Carson River est un lieu de villégiature, utilisé pour la pêche, le rafting, le VTT,  la chasse et les promenades à pied ou à cheval.  Les projets de développement limitent l'accès public à certaines zones dans les comtés de Douglas, Carson City et Lyon.
- (en) Cet article est partiellement ou en totalité issu de l’article de Wikipédia en anglais intitulé « Carson River » (voir la liste des auteurs).